# Escaldes-Engordany
Escaldes-Engordany (pron. catalana: [esˈkaldez aŋɡoɾˈðaɲ]) è una delle parrocchie di Andorra, creata nel 1978 per divisione da Andorra la Vella con 16 920 abitanti (dato 2010).
Il nome Escaldes deriva dalla parola aigua calda (acqua calda) riferito alle sue terme. I suoi abitanti si chiamano escaldencs.
Festa patronale il 29 aprile, festa major il 25 luglio.

## Monumenti principali
- Chiesa Sant Miquel d'Engolasters, risalente alla prima metà del XII secolo nel villaggio di Engolasters
- Chiesa di Sant Romà dels Vilars
- Matrioshka Museum
- Ponte romanico di Escaldes-Engordany tra Escaldes ed Engordany sul Valira d'Orient
- Ponte di Escalls

## Luoghi di interesse naturale
- Rio estany d'Engolasters, profondo 17 m, emissario del riu d'Engolasters

## Quartieri
La parrocchia è formata da un'unica città divisa nei seguenti quartieri:
- Escaldes
- Engordany
- Vilars d'Engordany
- Engolasters
- El Ferrer

## Società

### Evoluzione demografica
Abitanti censiti

## Sport

### Calcio
Le squadre principali sono l'Atlètic Club d'Escaldes, l'Inter Club d'Escaldes e l'Unió Esportiva Engordany.